# Senato del Regno

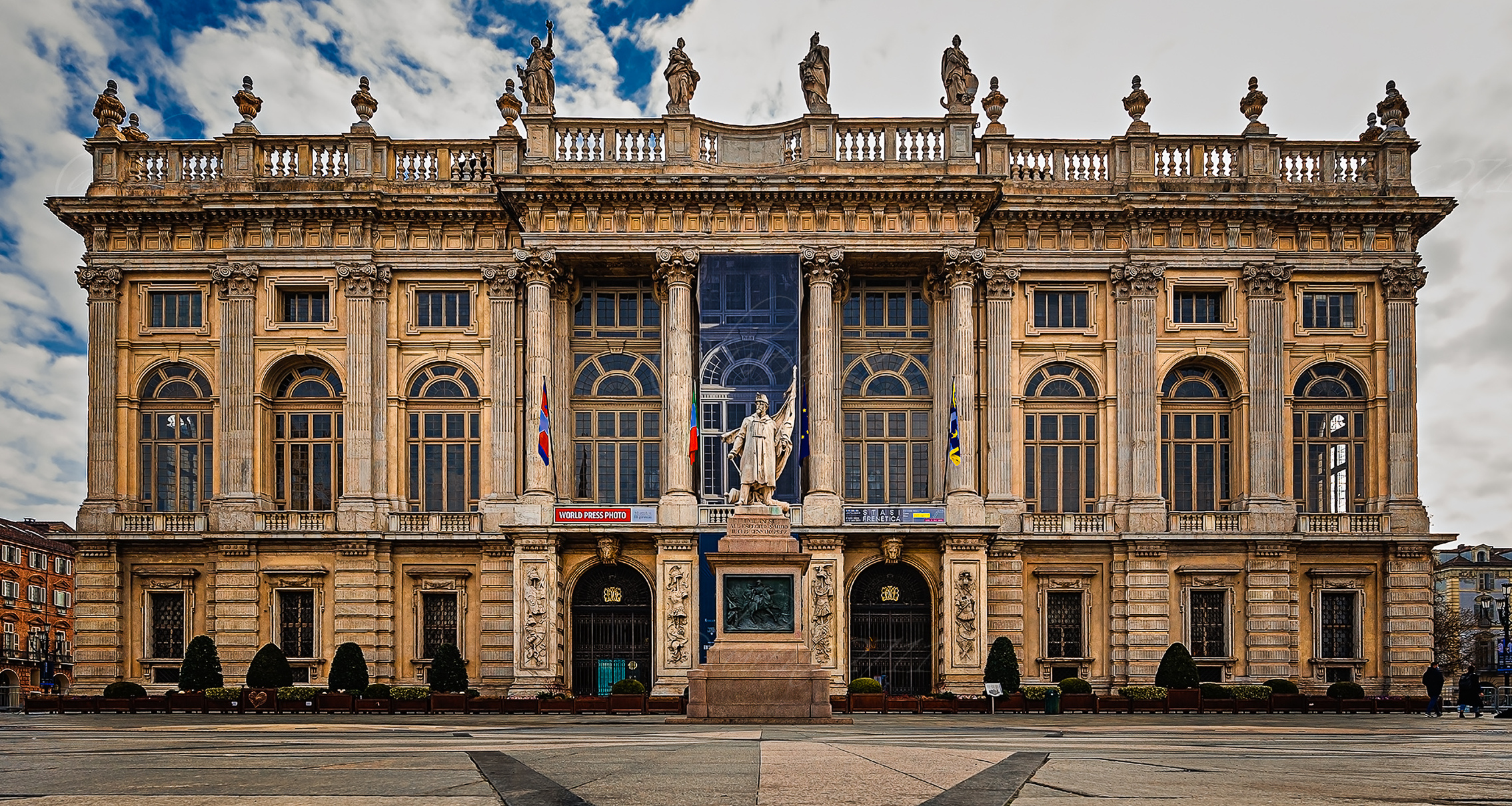
Palazzo Madama in Turin

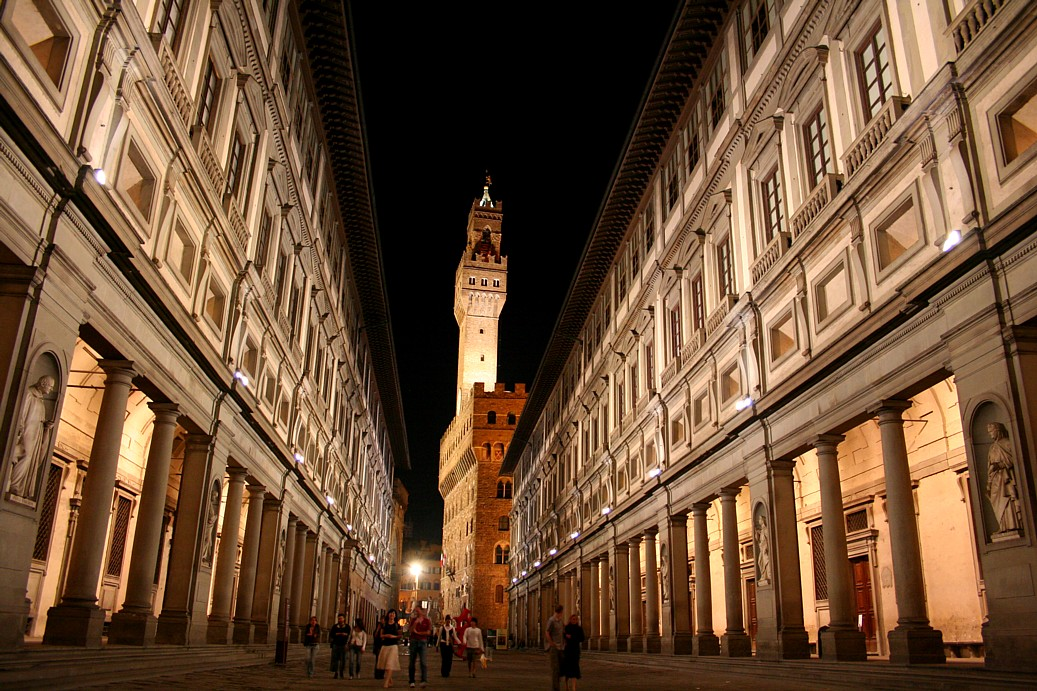
Uffizien in Florenz; Im Hintergrund der Palazzo Vecchio, in dessen Saal der Fünfhundert die Abgeordnetenkammer tagte

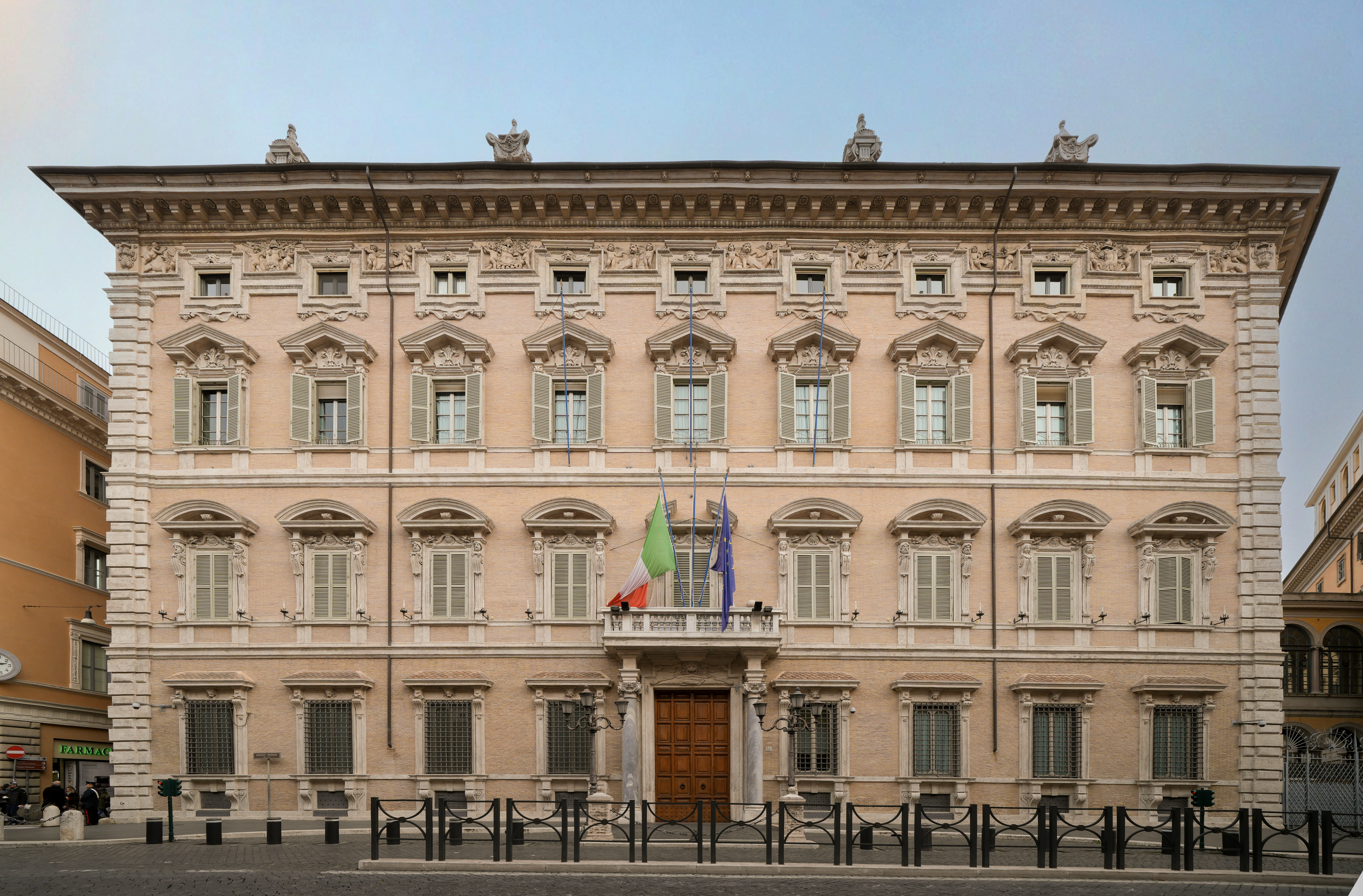
Palazzo Madama in Rom

Der Senato del Regno (dt. „Senat des Königreiches“) war eine der beiden Parlamentskammern des Königreichs Sardinien und des 1861 daraus entstandenen Königreichs Italien. Von 1848 bis 1865 hatte der Senat seinen Amtssitz im Palazzo Madama in Turin, bis 1871 in den Uffizien (teatro mediceo) in Florenz und dann bis 1946 im Palazzo Madama in Rom. Die Senatoren wurden vom König auf Lebenszeit ernannt. Nach der Abschaffung der Monarchie wurde der Senato del Regno auf der Grundlage der republikanischen Verfassung von 1948 vom Senato della Repubblica abgelöst.

## Geschichte
Von 1529 bis 1848 trug der oberste Gerichtshof in Turin die Bezeichnung „Senat“. Nach der Revolution von 1848, die Karl Albert von Savoyen zum Erlass einer Verfassung (Statuto Albertino) und damit zur Einführung einer konstitutionellen Monarchie zwang, ging die Bezeichnung Senat auf eine der beiden Parlamentskammern über. Neben dem Senat als Oberhaus gab es noch die nach Zensuswahlrecht gewählte Abgeordnetenkammer als Unterhaus. Beide Parlamentskammern waren bei der Gesetzgebung gleichberechtigt.
Das im Risorgimento aus Sardinien-Piemont entstandene Königreich Italien hatte von Anfang an das Ziel, seine Hauptstadt nach Rom zu verlegen. Aufgrund der italienisch-französischen Septemberkonvention verlegte man Parlament und Regierung zunächst ins zentraler gelegene Florenz, 1870 dann nach der Beseitigung des Kirchenstaates nach Rom. Dort gab es zwar Planungen für ein neues Parlamentsgebäude, doch blieben die beiden Kammern bis heute in umgebauten Stadtpalästen. Für den Senat wurde der Innenhof des Palazzo Madama zu einem Sitzungssaal umgebaut.

## Zusammensetzung
Gemäß Artikel 33 des Statuto Albertino konnte der Monarch eine unbegrenzte Anzahl von verdienten Männern zu Senatoren auf Lebenszeit ernennen, soweit sie mindestens 40 Jahre alt waren und zu folgenden Amtsträgern oder Personenkreisen gehörten:
- Erzbischöfe und Bischöfe
- Präsidenten der Abgeordnetenkammer
- Mitglieder der Abgeordnetenkammer nach drei Legislaturperioden oder mindestens sechs Jahren Kammermitgliedschaft
- Minister
- Botschafter
- Gesandte mit mindestens drei Jahren Dienstzeit in dieser Funktion
- Erste Vorsitzende und Vorsitzende des Kassationsgerichtshofes und des Rechnungshofes
- Erste Vorsitzende der Appellationsgerichtshöfe
- Generalstaatsanwälte beim Kassationsgerichtshof und andere Oberstaatsanwälte nach bestimmten Mindestdienstzeiten
- Generale und Admirale; Generalmajore und Konteradmirale jedoch erst nach fünf Jahren im Dienstgrad
- Staatsräte nach fünf Jahren in diesem Amt
- Weitere hohe Beamte nach bestimmten Mindestdienstzeiten
- Mitglieder der Akademie der Wissenschaften mit mindestens siebenjähriger Mitgliedschaft
- Ordentliche Mitglieder des höheren Rates für öffentliche Bildung mit mindestens siebenjähriger Mitgliedschaft
- Alle Männer, die sich mit herausragenden Diensten um das Vaterland verdient gemacht hatten
- Personen, die drei Jahre lang auf Grund ihres Eigentums oder ihrer Arbeit mindestens 3000 Lire direkte Steuern gezahlt hatten

Gemäß Artikel 34 gehörten Prinzen des Königshauses mit der Vollendung des 21. Lebensjahres dem Senat von Rechts wegen an, jedoch erhielten sie dort das Abstimmungsrecht erst ab Vollendung des 25. Lebensjahres.